# Голики (Ярославская область)
Голики — деревня в Даниловском районе Ярославской области. Входит в состав Дмитриевского сельского поселения.

## География
Находится в северо-восточной части Ярославской области на расстоянии приблизительно 23 км на юг-юго-восток по прямой от железнодорожного вокзала города Данилова, административного центра района.

## История
В 1859 году здесь (деревня Даниловского уезда Ярославской губернии) было учтено 12 дворов .

## Население
Численность населения: 87 человек (1859 год), 9 (русские 100 %) в 2002 году, 0 в 2010.